# Georg Andreas von Rosen
Baron Georg Andreas von Rosen (rusko Григорий Владимирович Розен), ruski general, * 30. september 1782, † 6. avgust 1841.
Bil je eden izmed pomembnejših generalov, ki so se borili med Napoleonovo invazijo na Rusijo; posledično je bil njegov portret dodan v Vojaško galerijo Zimskega dvorca.

## Življenje
Rodil se je očetu generalu in 6. marca 1789 je bil vpisan v vojaško službo. 21. januarja 1797 je bil povišan v zastavnika.
Leta 1805 se je udeležil bitke pri Austerlitzu in 29. marca naslednjega leta je bil povišan v polkovnika. 15. januarja 1807 je postal poveljnik 1. lovskega polka, nakar je istega leta postal štabni častnik pri generalu Platovu. 
Sodeloval je v finski vojni (1808-09) in bil 28. marca 1809 povišan v generalmajorja. Po vrnitvi v Sankt Peterburg je bil 14. septembra 1810 imenovan za poveljnika gardne brigade. Z brigado se je udeležil tudi velike patriotske vojne; 29. aprila 1813 je postal poveljnik 1. gardne divizije in 17. avgusta istega leta je bil povišan v generalporočnika. 
11. maja 1821 je postal poveljnik 15. pehotne divizije in 1. maja 1826 poveljnik začasnih divizij 5. pehotnega korpusa. 22. avgusta 1826 je postal poveljnik 1. pehotnega korpusa, 27. oktobra 1827 poveljnik samostojnega litvanskega korpusa in leta 1826 poveljnik 6. pehotnega korpusa.
Sodeloval je v zatrtju poljskega upora (1830-31). 13. septembra 1831 je bil poslan v Gruzijo, kjer je postal poveljnik samostojnega kavkaškega korpusa, s katerim se je boril proti upornim gorskim plemenom. 
30. novembra 1837 je postal senator.

## Družina
Njegov brat, Aleksander Vladimirovič von Rosen (1779-1832), je bil tudi general.